# Panzerkommission
Die Panzerkommission war ein Gremium beim Reichsministerium für Bewaffnung und Munition von Vertretern aus Industrie, Wissenschaft, Technik und Militär zu allen Fragen der Entwicklung, Produktion und Erprobung von Panzern im Zweiten Weltkrieg.

## Zweck und Geschichte
Die Panzerkommission wurde durch eine geheime Verfügung vom 21. Juni 1941 vom Reichsminister für Bewaffnung und Munition Fritz Todt und dem Chef der Heeresrüstung Friedrich Fromm ins Leben gerufen. Ihr Zweck war die Prüfung bereits in Produktion befindlicher und neuer Panzermodelle auf die „zweckmäßigste technisch-fabrikatorische Gestaltung“.
Ferdinand Porsche wurde Vorsitzender der Panzerkommission. Am 31. Dezember 1943 wurde Porsche entlassen, Nachfolger wurde Gerd Stieler von Heydekampf. Damit wurde nach Markus Pöhlmann der „geniale Konstrukteur“, der zu wenig Rücksicht auf fertigungsgerechtes Konstruieren nahm, durch einen Fertigungsfachmann ersetzt.
Nach Ludolf Herbst etablierte Todt in den gemischten Ausschüssen, in denen Industrielle und Militärs zusammenarbeiteten, etwas für den Führerstaat höchst untypisches, nämlich effiziente Gremienarbeit.
Laut Kurt Arnoldt, Technischer Leiter der Panzerversuchsstation Haustenbeck, konnten Speer und Porsche ihre Freunde in der Industrie vom Bau schwerer Panzer überzeugen, da sie an ihnen mehr verdienen konnten.

## Vorsitzende
- Ferdinand Porsche: von 1941 bis 1943
- Gerd Stieler von Heydekampf: von 1943 bis Kriegsende

## Mitglieder (Auswahl)
Mitglieder waren u. a.:
- Albert Speer[5]
- Walter Rohland[5]
- Erich Müller (Krupp)[5]
- Oskar Hacker[6][5] (1896–1961), Chefkonstrukteur bei Steyr Daimler Puch (geschäftsführender Stellvertreter)[7]
- Paul Michaels[6], Chefkonstrukteur der Altmärkischen Kettenwerken
- Paul Wiebicke[6][5], Direktor bei MAN
- Otto Wunderlich[6], Direktor des Panzerwerks (Werk 40) der Daimler-Benz AG in Berlin
- Karl Maybach[6][5], als Experte für Panzermotoren
- Alfred Graf von Soden-Fraunhofen[6], Direktor der ZF Friedrichshafen als Getriebe-Fachmann
- Erwin Aders[6], Chefkonstrukteur für die schweren Panzer Tiger I und Tiger II bei Henschel
- Ernst Blaicher[6], Direktor der MIAG und Wehrwirtschaftsführer
- Robert Eberan von Eberhorst[6], Professor für Kraftfahrwesen und Leichtmotorenkunde an der TH Dresden
- Prof. Benzinger[5]
- Platz (Klöckner Humboldt Deutz)[5]
- Dipl. Ing. Dorn (Krupp)[5]

Von militärischer Seite wurden als Mitglieder ernannt:
- Leiter des Stabes II (Rüstung) beim Chef der Heeresrüstung
- Chef der Abteilung für Schnelle Truppen (AHA/In 6)
- Chef der Amtsgruppe für Industrielle Rüstung–Waffen und Gerät (WuG) des Heereswaffenamtes
- Chef der Kraftfahr- und Motorisierungsabteilung des Heereswaffenamtes (WaPrüf 6): bis 1942 Ernst Kniepkamp, dann Oberst Friedrich Holzhäuser
- Chef der Kraftfahrgeräteabteilung (Wa I Rü 6)

## Sitzungen (Beispiele)
- 18. April 1942[8]
- 10. Juni 1942[8]
- am 8. und 9. November 1942 auf der Wartburg. Thema war Entscheidung über den Tiger II und Aussprache über Motor- und Getriebefragen.[9]
- 8. Mai 1943. Unter Leitung von Porsche und unter Beteiligung von Heinz Guderian[10]
- 21. Dezember 1943[11]

## Konflikt um den Panther
Für den Entwurf des Panthers erhielten MAN und Daimler-Benz einen Entwicklungsauftrag. Am 5./6. März 1942 notierte Rüstungsminister Albert Speer über eine Rüstungskonferenz mit Hitler:

„Auf meinen Vorschlag befiehlt der Führer, alle vorbereiteten Maßnahmen für die Entwicklung der Serie des Daimler-Benz Panzers in Auftrag zu geben und auch Daimler-Benz einen Auftrag von 200 Stck. zu erteilen. Vollzugsmeldung innerhalb 8 Tagen. Der Führer glaubt, daß der Daimler-Benz-Panther dem MAN überlegen sein wird. Bei den verschiedenen Konstruktionsunterschieden glaubt er, in fast allen Fällen dem Daimler-Benz den Vorzug geben zu können.“

Am 7. Mai 1942 stellten beide Konkurrenten ihre Entwürfe, einer Findungskommission bestehend aus Wolfgang Thomale und Robert Eberan von Eberhorst von der Panzerkommission, vor. Der MAN-Vertreter notierte am 12. Mai 1942:

„Der Kampf ist außerordentlich schwer. Technisch sind wir zweifellos stark überlegen [...] Es ist aber fraglich, ob bei der Entscheidung nicht dunkle Kräfte überwiegen.“

Die Panzerkommission legte daraufhin am 13. Mai 1942 eine Denkschrift vor, in der sie sich einstimmig für den MAN-Entwurf aussprach. Einen Tag darauf änderte Hitler seine Entscheidung und befahl den Bau des MAN-Panthers. Speer notierte am 15. Mai 1942:

„Major Engel ruft am 14.5. an und stellt fest, daß der Führer mit dem Endresultat der Denkschrift einverstanden ist, daher ist der MAN-Panther zu bauen. Den Vorschlägen von Porsche ist Folge zu leisten.“

Karl Heinz Roth nennt dies als ein Beispiel dafür, dass auch »Führerentscheide« nur zählten, wenn sie die Billigung der industriell-technokratischen Expertengremien fanden.

## Einschätzung
Laut Dietrich Eichholtz waren die Vertreter der Wehrmacht den Vertretern der Rüstungskonzerne schon zahlenmäßig unterlegen und sie mussten sich in ihren Typenwünschen der Kommission unterordnen.
Rolf-Dieter Müller spricht von einem „schweren Einbruch“ in den Kompetenzbereich des Chefs der Heeresrüstung. Die Mitwirkung der militärischen Experten hat sich im Wesentlichen auf Zuarbeit beschränkt.
Laut Pöhlmann wurde ab 1942 eine Situation herbeigeführt, in der die Zuständigkeit des Militärs auf Formulierung von Anforderungen, Erprobung und Abnahme beschränkt wurde und die Industrie die Hoheit über Forschung und Entwicklung zurückgewann.
Im Kapitel „Erfahrungen“ schrieb der Chef des Heereswaffenamtes Emil Leeb, dass der Soldat, der Wirtschaftler und Techniker gemeinsam führen, planen und überwachen sollen, jedoch sollten letzten Endes die Entscheidungen des Soldaten unter Berücksichtigung der technischen und wirtschaftlichen Möglichkeiten maßgebend sein.
Für Pöhlmann unterliegt es keinem „Zweifel“, dass die Mitglieder auch ihre Unternehmen vertraten und sich Vorteile für die Auftragsvergabe erhofften, allem voran Porsche selbst.
Müller schätzt ein, dass Porsche seine Position zu Gunsten seiner Firma missbrauchte, um konkurrierende Modelle auszuschalten. Dies führte zur Parallelentwicklung von Tiger und Panther und zur Serienfertigung zweier Tiger-Typen.